# Вильбушевич-Шохат, Мария Вульфовна
Мария Вильбушевич-Шохат (ивр. מניה שוחט‎, урождённая Мари́я Ву́льфовна (Владимировна) Вильбуше́вич, 11 октября 1879, Лососна — 17 февраля 1961, Тель-Авив) — российская революционерка, идеолог создания коллективных поселений в подмандатной Палестине, позднее ставших кибуцами.

## Биография
Маня родилась в зажиточной еврейской семье в районе Гродно. Её отец, Вольф (Исраэль Вульф) Бениаминович Вильбушевич, был владельцем мельницы, ортодоксальным иудеем и сторонником сионистского движения Хиббат Цион. Её двоюродная сестра из Белостока — французский врач, пионер  в области педиатрической ортопедии Мария Нажотт-Вильбушевич.
Из-за слабого здоровья получала образование на дому. В возрасте 18 лет с целью «познать жизнь рабочего класса» убежала из дому в Лодзь и поступила работать грузчиком, но была возвращена домой полицией. В 1897 году отправилась в Минск, овладела профессией плотника и работала на металлургическом заводе, принадлежащем её брату Гедалье Вильбушевичу. В Минске активно контактировала с социалистически настроенной молодежью, стоявшей у истоков новообразованных партий («Бунд», РСДРП, эсеров), занималась подпольной деятельностью в рабочей среде под руководством Григория Гершуни.
В 1900 году в связи с провалом минской подпольной типографии и кружков Евгении Гуревич была арестована и доставлена в Москву, в Бутырскую тюрьму, на допрос к Сергею Зубатову — главе Московского охранного отделения. Последний убедил Маню действовать легальными методами, обходясь исключительно защитой экономических интересов рабочих и еврейских масс, но избегая при этом любых политических действий против царского режима. Таким образом, после освобождения Вильбушевич из тюрьмы, организации ею ряда стачек с сугубо экономическими требованиями и её разрыва с Бундом, фактически по его инициативе была создана Еврейская независимая рабочая партия (ЕНРП), во главе которой встала Маня. Целью партии было улучшение материальных условий рабочих без выдвижения каких-либо политических требований. ЕНРП действовала в согласии с сионистами из «Поалей Цион» и успешно конкурировала с «Бундом», эсерами и социал-демократами, за что подвергалась нападкам и обвинениям в пособничестве полиции, предательстве и провокаторстве. После прихода на пост министра внутренних дел В. К. Плеве (1902 год), отставки Зубатова и связанного с этим отказа от прежней политики Охранного отделения, партия была расформирована.
Маня уехала в Италию, в надежде, что южный климат поможет излечить тяжело больную мать. Надежды не оправдались, мать умерла, но в Россию Вильбушевич уже не вернулась (не считая нескольких коротких нелегальных визитов, имевших место существенно позже). Семья, не без оснований опасавшаяся её ареста, пошла на обман: в Италии Маня получила известия о тяжелой болезни брата Нахума, который в своем письме умолял сестру срочно приехать к нему в Палестину.
Прибыв в 1904 году в Яффу, Маня обнаружила обман, однако немедленное возвращение было невозможно по причине редкого пароходного сообщения. От нечего делать Маня подключилась к местной политической деятельности — как она полагала, временно. Вместе с Исраэлем Шохатом и Александром Зайдом создала организацию «Ха-Шомер», которая стала первой военизированной еврейской организацией в Палестине и в дальнейшем составила основу организации «Хагана». В 1908 году вышла замуж за Исраэля Шохата, который был моложе её на 7 лет.
Во время Первой мировой войны оказалась в Турции с мужем и детьми. Была основательницей кибуца Кфар-Гилади в Верхней Галилее. Жила переменно в Кфар-Гилади и Тель-Авиве. Похоронена на участке основателей кибуца в Кфар-Гилади.